# Miguel Aranguren
Miguel Aranguren  (1970.), španjolski pisac. Jedan od vodećih španjolskih romanopisaca svoje generacije. 

## Životopis
Rodio se 1970. godine. Nadareni španjolski pisac koji je svoje prvo djelo objavio već s 19 godina. Napisao je brojne kolumne za novine El Mundo, a zatim u različitim područjima piše za El Correo, Telva, Selecciones Reader’s Digest, Alba y Época.
Njegov opus obuhvaća brojna djela kojima se nametnuo kao jedan od vodećih španjolskih romanopisaca svoje generacije. U romanima osobit naglasak stavlja na portretiranje likova i njihovih unutarnjih doživljajnih svjetova te ih smješta u pustolovine i putovanja ispunjena intrigama i promjenjivim zapletima, koji na neodoljiv način uvlače čitatelja u samu radnju čineći ih gotovo njezinim suprotagonistima.
Romani Miguela Arangurena odlikuju se razvijanjem jasnih ideja o trajno aktualnim temema koje zaokupljaju čovjeka današnjice promišljajući ih kroz značenje uloge vjere i s naglaskom na katoličke vrijednosti. Oženjeni otac troje djece, pisac Aranguren društveno je angažiran putem »Literary Excellence« manifestacije koja nadarenim mladim piscima daje mogućnost objavljivanja svojih djela.

## Djela
Napisala više djela, od kojih se ističu:
- Neprijatelj, kršćanski policijski triler (prev. Željka Lovrenčić)[2]